# 疆堇属
疆堇属（学名：Roborowskia）是荷包牡丹科下的一个属。该属仅有疆堇（Roborowskia mira）一种，分布于中国新疆。